# Рублевская, Людмила Ивановна
Людми́ла Ивановна Рубле́вская (бел. Людміла Іванаўна Рублеўская; род. 5 июля 1965,   Минск) — советская и белорусская поэтесса, прозаик, журналист, литературный критик. Член СБП.

## Биография
Людмила Рублевская своё первое стихотворение опубликовала в 1983 году в белорусской газете «Знамя юности».
В 1984 году окончила Минский архитектурно-строительный техникум. Работала в конструкторском бюро ПО «Горизонт», техником-архитектором. В 1986—1987 годах училась в Литературном институте в Москве, на отделении поэзии. Затем перевелась на белорусское отделение филологического факультета Белорусского государственного университета, который окончила в 1994 году.
Работала в газетах «Наше слово», «Литература и искусство», журнале «Першацвет». В газете «Литература и искусство» (бел. «Літаратура i мастацтва») занимала должность редактора отдела критики. С 2003 по 2020 год — литературный обозреватель отдела культуры газеты «Беларусь сегодня». С сентября 2020 года — литературный обозреватель отдела культуры газеты «Звязда».
Была автором радиопередач «Дзеяслоў» (рус. «Глагол») на канале «Культура», в которых рассказывалось про историю и современность белорусского языка. Руководит объединением молодых творцов «Литературное предместье».
В марте 2013 года по результатам голосования в рамках совместного проекта «Секрет успеха», проведённого Фондом ООН в области народонаселения и порталом Lady.tut.by вошла в десятку самых успешных женщин Беларуси 2013 года.
Её произведения переведены на русский, немецкий, английский, французский, болгарский, польский и десятки других языков. Отдельные её драматические произведения ставились на сценах белорусских театров, по драматической поэме «Последняя из Олельковичей» снят одноимённый видеофильм (1999 год). Также Людмила Рублевская выступает в печати как критик и литературовед.
Историкоцентричные произведения Людмилы Рублевской некоторые белорусские критики похвально сравнивают с «мелодраматическими интерпретациями» художественных идей Владимира Короткевича. Так, события в её романе «Золото забытых могил» (2005 год) происходят параллельно в наиболее интересные для Короткевича времена восстания Константина Калиновского и в наше время. А героиня повести «Перстень последнего императора» (2005 год) познаёт трагическую и героическую историю своего рода, который оказывается королевским.

## Семья

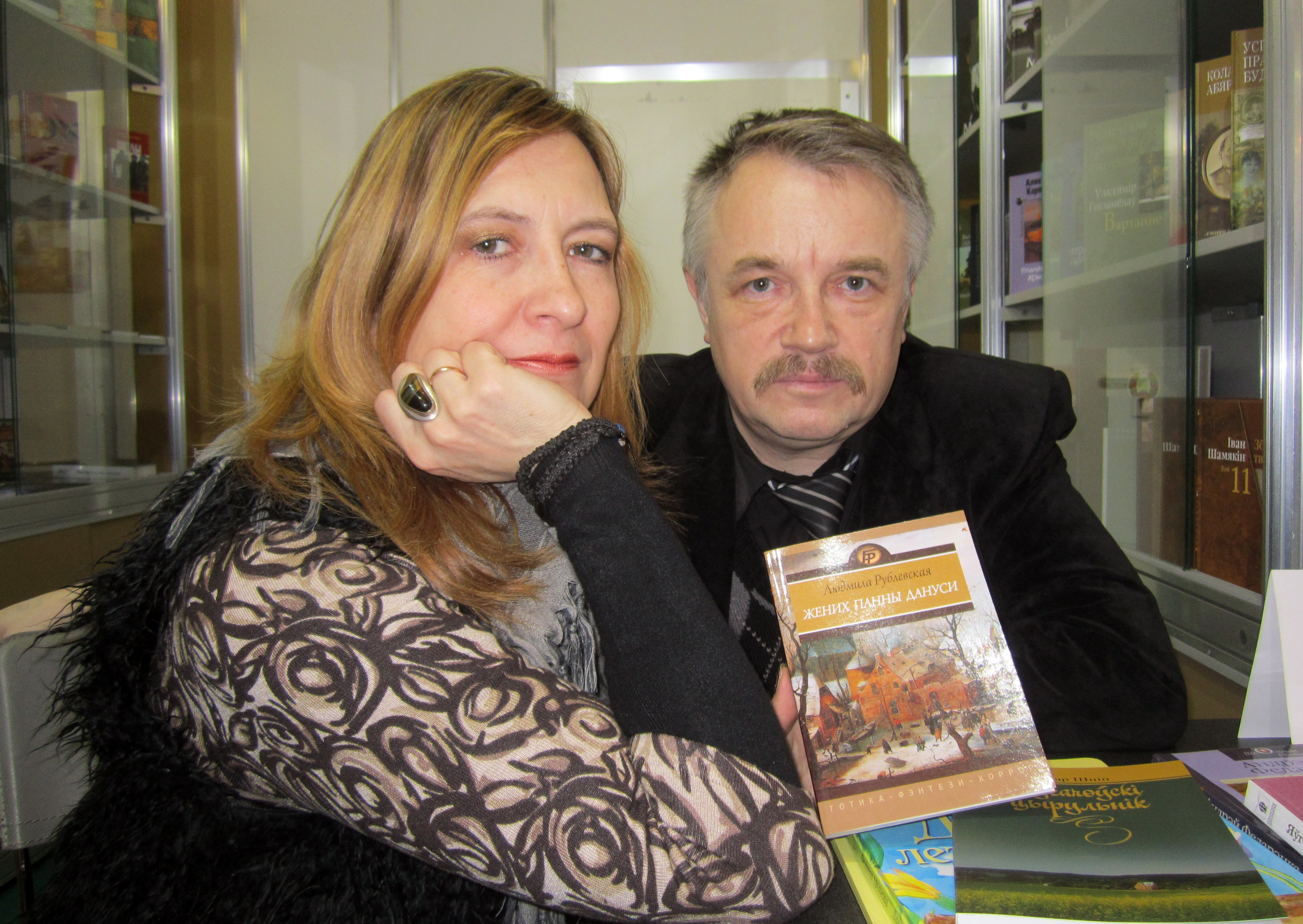
Людмила Рублевская с мужем Виктором Шнипом

Муж — Виктор Шнип, писатель. Двое детей.

### Сборники стихов
- «Шаги на старых лестницах» (бел. «Крокі па старых лесвіцах») (1990 год)
- «Замок лунного сияния» (бел. «Замак месячнага сяйва») (Минск: Мастацкая літаратура, 1992 год)
- «Над замковой башней»
- «Балаган»
- «Рыцарские хроники»
- «Шиповник для пани» (бел. «Шыпшына для Пані») (Минск: Мастацкая літаратура, 2007) — стихи и эссе[8]) и др.[3]
- «Явление Инфанты» (бел. «З'яўленне Інфанты») (Минск: Кнігазбор, 2005) —  сборник стихов, а также ироничные мемуары «Бестиарий моего советского детства»[9]

### Книги (проза)
- «Образование» (бел. Адукацыя) (1990 г.);
- «Старосветские мифы города Б» (бел. Старасвецкія міфы горада Б.);
- «Я — минчанин» (бел. Я - мінчанін) (Минск: Мастацкая літаратура, 2003)[8];
- «Зеркало вселенной» (бел. Люстэрка сусвету) (Минск: Мастацкая літаратура, 2007) — сборник фантастики белорусских авторов. Рублевская — «Единица»[10];
- «Приключения мышонка Пик-пик» (бел. Прыгоды мышкі Пік-Пік) (Белосток: АБ-БА, 2007)[8];
- «Корона на дне водоворота, или Сказки из хутора Юстина» (бел. Карона на дне віра, альбо Казкі з хутара Юстыны) (Минск: Мастацкая літаратура, 2008) — сказки[11];
- «Пляски смерти» (Минск: Мастацкая літаратура, 2011) — готический роман (готика, фэнтези, хоррор) (пер. с белорус. авт.). Роман объединяет такие жанры, как детектив, историческое фэнтези и современная история любви, готический колорит и мягкий юмор. Главной героине, бывшей журналистке Анне Борецкой, снятся сны о средневековом городе, в котором живёт её двойник, дочь бургомистра Анета. Главная героиня и её бывший муж, реставратор Юрась Домогурский, ищут разгадку «плясок смерти», страшной средневековой психической эпидемии, а попутно разбираются и со своими чувствами[12];
- «Жених панны Дануси» (Минск: Мастацкая літаратура, 2012) — сборник, мистическая повесть, рассказы (готика, фэнтези, хоррор). Мистическая повесть «Ночи на Плебанских Мельницах» — это легенды и предания о Минске, переплетены в одну сюжетную канву. «Старосветские мифы города Б» — цикл синтеза античных мифов и реалий белорусского местечка XIX века. Также в сборник включены романтическо-мистические рассказы, создающие образ шляхетской, рыцарской Беларуси, с мужественными инсургентами, прекрасными дамами и оборотнями, прячущимися в старых усадьбах, с преданной и трагической любовью главных героев героев[13];
- «Сердце мраморного ангела» (бел. Сэрца мармуровага анёла) (Минск: Мастацкая літаратура, 2012) — повести, роман. В сборник вошли повесть «Сердце мраморного ангела», повесть «Перстень последнего императора», роман «Золото забытых могил». В романе «Золото забытых могил» действия разворачиваются параллельно во времена восстания Кастуся Калиновского и в наше время. В повести «Сердце мраморного ангела» чёрная жемчужина королевы Боны в руках охранника и столичного искусствоведа Каси. Героиня повести «Перстень последнего императора», молодая поэтесса Магда, узнаёт о героической и одновременно трагической истории своего рода, который является королевским[14].
- «Подземелья Ромула» (бел. Сутарэнні Ромула) (Минск: Книгосбор, 2012. — серия «Кнігарня пісьменніка») — сборник романов. В книгу вошли два романа: «Убить негодяя, или Игра в Альбарутению» (бел. Забіць нягодніка, альбо Гульня ў Альбарутэнію), и «Подземелья Ромула» (бел. Сутарэнні Ромула). Роман «Подземелья Ромула» до этого был опубликован в журнале «Дзеяслоў» № 47—49[15]. 23 декабря 2011 года Людмила Рублевская за свой роман «Подземелья Ромула», опубликованный в журнале «Дзеяслоў», была удостоена премии им. Франтишка Богушевича[16][17].
- «Авантюры Прантиша Вырвича, школяра и шпика» (бел. Авантуры Пранціша Вырвіча, шкаляра і шпега) (Минск: Літаратура і Мастацтва, 2012) — приключенческо-фантасмагорический роман. Первая книга трилогии. Беглый ученик минского иезуитского коллегиума Прантиш Вырвич и доктор Балтромей Лёдник из Полоцка исследуют подвалы Минска, Слуцка, и Полоцка, спасают Сильфиду, катаются на железной черепахе, изобретённой ещё Леонардом да Винчи, добывают копьё Святого Маврикия и сражаются за свою честь и Беларусь.
- «Ночи на Плебанских Мельницах» (бел. Ночы на Плябанскіх Млынах) (Минск: Мастацкая літаратура, 2013) — историческая проза. В книгу вошли готический роман «Пляски смерти», в котором журналистка и реставратор разгадывают тайну средневековых часов. Также в книгу вошли: повесть «Ночи на Плебанских мельницах[бел.]», где мифы и легенды Минска переплетаются в запоминающуюся мистическо-романтичную картину; цикл «Старосветские мифы города Б*». Отдельным разделом помещены повествования, в которых действуют и повстанцы Калиновского и Костюшки, и наши современники.
- «Рыцари и Дамы Беларуси» (Минск:  Мастацкая літаратура, 2013) — сборник исторических эссе об известных и малоизвестных персонажах белорусской истории.
- «Авантюры студиозуса Вырвича» (бел. Авантуры студыёзуса Вырвіча) (Минск: Издательский дом «Звязда», 2014) — вторая книга из трилогии о Прантише Вырвиче. Герои романа, полоцкий доктор Болтромей Лёдник и студент Виленской академии Прантиш Вырвич путешествуют через всю Европу XVIII столетия, выпутываясь из магнатских интриг вокруг трона Речи Посполитой.
- «Авантюры драгуна Прантиша Вырвича» (бел. Авантуры драгуна Пранціша Вырвіча) (Минск: Издательский дом «Звязда», 2014) — третья книга из трилогии о Прантише Вырвиче. Герои ищут иезуитские клады в подвалах под Минском, путешествуют вместе с чёрным магом и египетской принцессой в одной карете, оказываются на пиру во дворце российской императрицы, выясняют, кому должна принадлежать корона святого Альфреда. События в книге происходят в первые годы правления Станислава Понятовского. Книга избрана «Книгой года — 2015» (организатор проекта — Белорусский ПЕН-центр)[18].
- «Рыцари и дамы Беларуси. Часть 3»  (Минск: Мастацкая літаратура, 2018) — сборник беллетризированных исторических очерков.
- «Туфля Мнемозины» (бел. Пантофля Мнемазіны) (Минск: изд. Янушкевича, 2018) — роман. Три истории, связанные между собой: история дизайнера Виринеи Корвус, которая работает в столичном метрополитене, история доктора Люциана Корвуса, экспериментатора, а также история создания романа. Книга с элементами фантастики, истории, детектива, и любовных историй.

## Экранизации
«Последняя из Олельковичей» (бел. Апошняя з Алелькавічаў) — телефильм, 1999 год.

## Награды и звания
- 2002 — лауреат конкурса драматургии «Купалавы далягляды» (пьеса «Последние гастроли Агасфера»);
- 2004 — лауреат премии «Залаты апостраф» журнала «Глагол» (роман «Золото забытых могил»);
- 2011 — лауреат премии Франциска Богушевича (роман «Подземелье Ромула»);
- 2011 — Лауреат премии Белорусского союза журналистов «Золотое перо-2011» за лучшую работу в художественно-публицистических жанрах;
- 2013 — номинация на премию имени Ежи Гедройца (роман «Авантюры Прантиша Вырвича, школяра и шпиона»)[19];
- 2017 год — лауреат Национальной литературной премии, в номинации «Лучшее прозаическое произведение» — за роман «Авантюры Прантиша Вырвича, предателя и конфедерата»[20]